# De geldmakers
De geldmakers is een financiële thriller van de Nederlandse auteur Ed Sanders. Het boek gaat over financiële manipulaties, een overnamestrijd, fraude met Europese subsidies, vriendjespolitiek in de politiek en een familiebedrijf met hun advocaat dat hier een centrale rol in speelt. Naast subsidiefraude zijn thema´s ook Europese bureaucratie, vriendjespolitiek, overnameproblematiek, de opkomst van Anglosaksisch georiënteerde advocatenkantoren ten koste van de ouderwetse all-round firma´s, en het zogenaamde derde-generatieprobleem bij succesvolle familiebedrijven. 

## Het verhaal
Hercules is een vrachtwagenfabrikant uit Eindhoven die op het punt staat overgenomen te worden door het Amerikaanse Forest King. Dirk Thorn, bestuursvoorzitter, heeft deze deal uitgewerkt, en benoemt zijn eigen zoon Martin tot bestuursvoorzitter. De andere tak van de familie, namelijk Martins neef Frank Thorn, is het hier niet mee eens. Franks aversie tegen Forest King zit bijzonder diep omdat hij zich gepasseerd voelt ten koste van Martin (die bovendien in tegenstelling tot hij niet gestudeerd heeft) en bovenal omdat zijn vrouw Emma hem achter de rug bedriegt met onder andere bestuursvoorzitter Bill Sequene van Forest King die haar zelfs openlijk duur ondergoed cadeau doet. Verder blijkt Hercules verliesgevend en dreigt een schadeclaim de overname te verzieken, omdat Forest King Hercules ervan beschuldigt niet te hebben meebetaald aan de ontwikkeling van nieuwe vrachtwagenmodellen. Hercules dreigt de Amerikanen voor een habbekrats in handen te vallen, terwijl Frank met zijn economische opleiding weet dat een beursgang veel meer zou opleveren. Advocaat Ben Corporal probeert de firma door de juridische storm heen te helpen, maar heeft moeite met de eigenzinnige Dirk Thorn.
Tegelijkertijd wordt in Portugal een journalist met een boer doodgeschoten als deze gesjoemel met een subsidie onderzoekt. Deze subsidie was namelijk bedoeld voor een wijncoöperatie, maar is uiteindelijk bij de grootgrondbezitter terechtgekomen. Een schimmige beleggingsmaatschappij uit België, Fons Dei, heeft hier aan meegewerkt. Europarlementariër Ferry Dubois onderzoekt dit.
Ditzelfde Fons Dei wordt betrokken bij de poging van Frank Thorn om Hercules uit handen van de Amerikanen te houden, wanneer Frank hulp en een alternatief zoekt bij de huisbank van Hercules en directeur Georges Duchateau Fons Dei erbij haalt. De zaak wordt gecompliceerd door het feit dat Martin Thorn en Bill Sequene (bestuursvoorzitter van Forest King) achter gesloten deuren hadden afgesproken Hercules met opzet verliesgevend te maken. Martin zou namelijk een deel van de winst gemaakt na de overname krijgen en kreeg hierdoor er belang bij de winst tot dat tijdstip te drukken. Deze afspraak heeft hij erdoor weten te drukken omdat hij Sequene, Dirk Thorn en commissaris Dekoster betrapte tijdens een seksspel met Franks vrouw Emma en hen dus kon chanteren. Het is mede een reden waarom vooral Sequene en vader en zoon Thorn zo op de overname gebrand zijn, ondanks het feit dat deze voor beide zijden eigenlijk niet erg voordelig is.
De overname kan niet meer verhinderd worden, maar men probeert af te spreken dat Forest King Hercules zal doorverkopen aan Fons Dei, dat samen met Duchateau's bank nieuwe vrachtwagenmodellen zal financieren zodat Hercules zelfstandig kan doorgroeien. Fons Dei zal Hercules naar de beurs brengen en daarmee waarschijnlijk zo'n 800 miljoen verdienen, waarvan Duchateau en de bank ook meesnoepen. Tevens hoopt Fons Dei samen met Duchateau Forest King te kunnen introduceren in een consortium met Franse en Italiaanse fabrikanten. Zowel Sequene enerzijds als Martin en Dirk anderzijds zijn echter vastbesloten de overname hoe dan ook door te zetten.
Een andere belanghebbende in dit plan is de Nederlandse overheid, meer in het bijzonder de regerende socialistische partij van premier Hufen. Via een regionaal project tracht Hufen werkgelegenheid te creëren, wat kiezers zal wegsnoepen van de christendemocraten, en Hercules zal hierin centraal staan. Dick Bentinck, lobbyist voor Hufen, gaat over lijken om dit te doen slagen, zelfs als hij hiervoor zijn oude vriend Harry Fennis (directeur bij de Europese ontwikkelingsbank) moet chanteren. Hij dwingt Fennis zo subsidiesteun uit Europa af. Dit geld wordt besteed in de provincie, en Hercules kan hierdoor extra financiering verkrijgen.
De ene na de andere tegenstander van het Hercules-project verdwijnt: Martin Thorn en Bill Sequene worden allebei vermoord door een huurmoordenaar in opdracht van Fons Dei. Fons Dei komt echter in de problemen als Dubois ontdekt dat het spoor van de Portugese fraude naar Fons Dei leidt, en dit aan de grote klok hangt. Bovendien was Fennis' meerdere, Jonathan Stark, persoonlijk bij de subsidietoewijzing betrokken, zowel als lid van de adviesraad van Fons Dei als in de hoedanigheid van directeur van de Europese ontwikkelingsbank. Stark wordt door de media met de grond gelijk gemaakt en wordt door premier Hufen gesommeerd in Den Haag nadere uitleg te geven. Fons Dei laat Stark ombrengen voor hij te veel vertelt, verandert de naam in Groupe Courtrai, en houdt zich voorlopig gedeisd. Het Forest King-project zal doorgaan onder deze naam, maar de directie acht het beter zich geheel terug te trekken uit Nederland. Hercules wordt daarom afgestoten en in een stichting ondergebracht, waarna het alsnog onder begeleiding van Duchateau en zijn bank naar de beurs gaat, met extra garanties van Bentincks ontwikkelingsmaatschappij (die hier eveneens goed voor wordt betaald). Ondertussen besluit de lokale overheid in Portugal de gedupeerde wijnboeren te compenseren voor de schade geleden door de subsidiefraude.
Corporal wordt door Dirk Thorn ontslagen omdat hij weigert een brief te schrijven die de familie Thorn moet afhouden van juridische stappen tegen Forest King. Deze brief zou een onjuist beeld van de juridische werkelijkheid geven, en Corporal vindt dit niet ethisch. Zijn voormalig compagnon Jacco Prins, die een nieuwe praktijk is begonnen, gaat met de klant aan de haal en wordt ook gemandateerd voor de beursgang van Hercules. Prins lacht in zijn vuistje en de vernederde Corporal zweert dat hij Prins nog wel tegen zal komen.
Frank benadert Corporal vrij snel daarna voor een actie tegen Dirk Thorn. Frank is namelijk door Dirk Thorn, Georges Duchateau en Alfred Dekoster uitgerangeerd en voelt zich bedrogen omdat de familie nu geen enkel profijt uit de beursgang kan halen, temeer omdat Prins de brief heeft geschreven die Corporal had geweigerd. Via een aansprakelijkheidsclaim tegen Prins weet Corporal bewijs te verkrijgen voor een zaak van Frank en enkele familieleden tegen Thorn, Duchateau en Dekoster. De zaak wordt geschikt voor een aanzienlijk bedrag. Nu staat niets de beursgang van Hercules meer in de weg. De modellen zijn zeer succesvol en Hercules is weer winstgevend en groeit als kool. Ondertussen komen Forst King en de Franse en Italiaanse vrachtwagenfabrikanten steeds nader tot elkaar in de onderhandelingen voor het consortium. Hierbij is mede een zekere Groupe Courtrai betrokken...